# Radio Italia Trend TV
Radio Italia Trend TV è un'emittente televisiva italiana musicale.

## Storia
Il canale nasce il 4 aprile 2018 con il nome di Radio Italia Rap TV, Che torna il marchio ReteCapri disponibile solo via satellite su Sky al canale 726 e su Tivùsat al canale 54, visibile esclusivamente in HD. Ha assunto l'attuale denominazione il 15 luglio 2019, in seguito ad un rebrand dovuto ad un rinnovamento del palinsesto che ha incluso, oltre al rap, anche generi come indie, trap e tutte le nuove tendenze della musica italiana.
Il 18 gennaio 2020, il canale si trasferisce al numero 63 sulla piattaforma Tivùsat.
Il 21 luglio dello stesso anno, quasi un mese dopo Radio Italia e il relativo canale televisivo, Radio Italia Trend TV rinnova logo e grafica.
Radio italia trend tv è disponibile anche su SANSUNG TV PLUS per i possessori di una TV o un dispositivo samsung  al canale 4716 gratuitamente, e su rakuten tv  

## Loghi

Logo in uso dal 21 luglio 2020

## Ascolti

### Share 24h* di Radio Italia Trend TV
| Anno | Gen | Feb | Mar | Apr | Mag | Giu | Lug | Ago | Set | Ott | Nov | Dic | Media anno |
| ---- | --- | --- | --- | --- | --- | --- | --- | --- | --- | --- | --- | --- | ---------- |
| 2019 | -   | -   | -   | -   | -   | -   | -   | -   | -   | -   | -   | -   |            |
| 2020 | -   | -   | -   | -   | -   | -   | -   | -   | -   | -   | -   | -   |            |

- Giorno medio mensile su target individui 4+